# Hexágono Equipo de Creación Colectiva

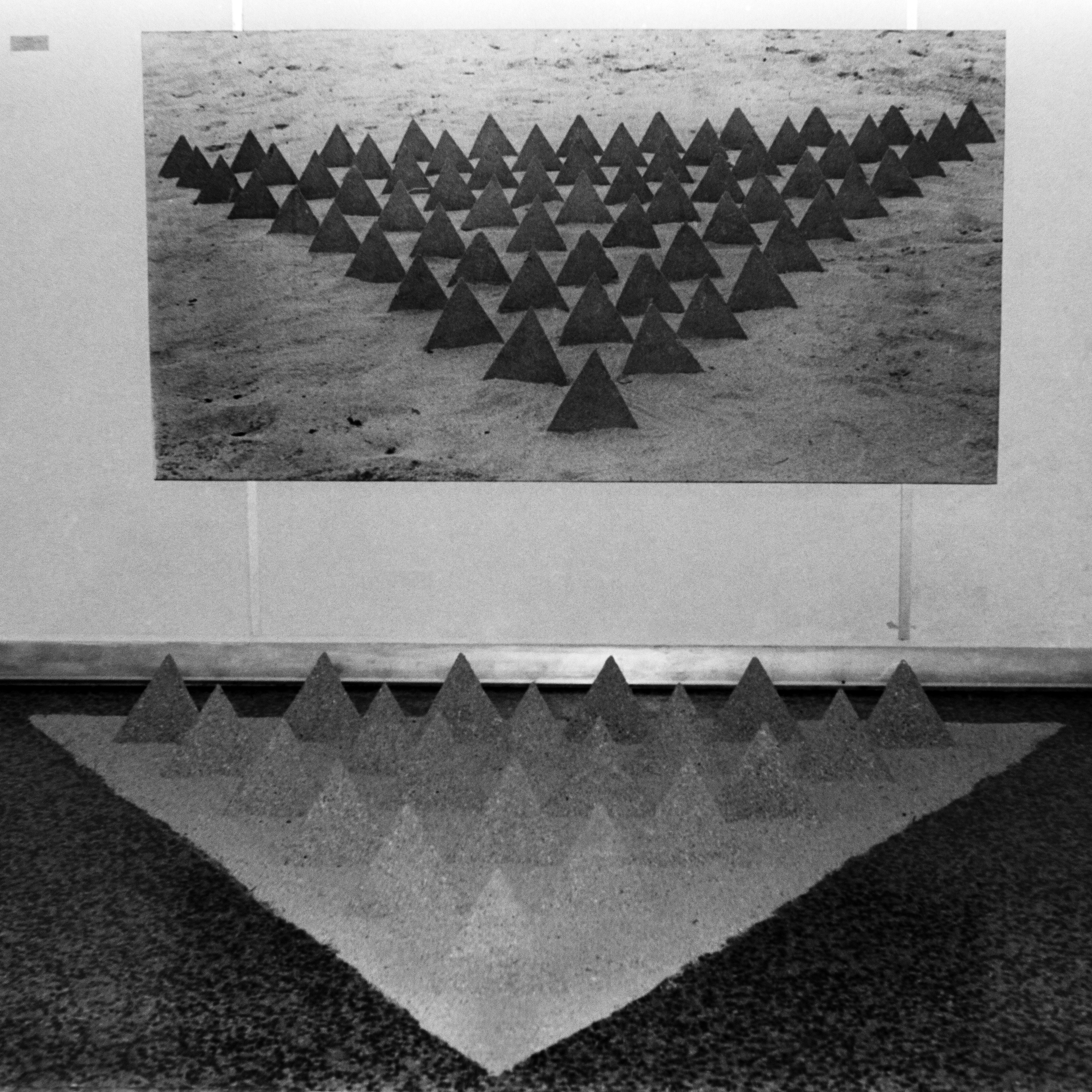

Hexágono Equipo de Creación Colectiva. 
Desarrolló su trabajo plástico en La Habana, entre 1982 y 1985 y estuvo integrado por:
Consuelo Castañeda (21 de enero de 1958, La Habana, Cuba), pintura, dibujo e instalación,
Humberto Castro (9 de julio de 1957, La Habana, Cuba), pintura, dibujo, grabado e instalación,
Sebastián Elizondo (29 de junio de 1959, París, Francia) fotografía y edición cinematográfica,
Antonio Eligio Fernández (TONEL) (1 de diciembre, La Habana, Cuba) pintura, dibujo e instalación,
Abigail García Fayat (22 de febrero de 1964, La Habana, Cuba) fotografía y dirección cinematográfica,
María Elena Morera (21 de diciembre, Pinar del Río, Cuba) fotografía, pintura, dibujo e instalación.

## Exposiciones Personales
Como equipo o grupo realizaron las exposiciones personales en 1983, "Aventuras Tridimensionales", en Galería Habana; "Hexágono, Equipo de Creación Colectiva". Instalaciones y Documentos. Galería Habana, La Habana, Cuba; en 1984, "Equipo Hexágono. Documentos e Instalaciones". Museo Provincial de Historia, Pinar del Río, Cuba.
También entre la obras emplazadas están en 1982, "Seis amigos visitan un paisaje", instalación efímera, Valle de Viñales Pinar del Río; en 1983, "Arena y madera", instalación efímera; Santa María del Mar, La Habana; en 1983, Sin título, instalación en metal, Empresa Siderúrgica “José Martí”, Antillana de Acero, La Habana, Cuba y Sin título (mural), óleo/plywood; 6 paneles de 150 x 150 cm c/u; Parque Baconao, Santiago de Cuba.

## Exposiciones Colectivas
Han realizado exposiciones colectivas en 1982, "Salón Paisaje ‘82" Museo Nacional de Bellas Artes, La Habana, Cuba; y en 1987, "1.er Encuentro de Jóvenes Artistas Plásticos", Museo Provincial de Villa Clara, Villa Clara, Cuba.
- Datos: Q5896931